# تسويق معكوس
التسويق المعكوس هو مفهوم التسويق حيث يسعى العميل إلى الشركة وليس العاملون بالتسويق هم من يسعون للعميل. وعادة ما يتم ذلك من خلال وسائل الإعلان التقليدية مثل الإعلانات التلفزيونية وإعلانات المجلات المطبوعة ووسائل الإعلام على الإنترنت. ويعمل التسويق المعكوس على أساس قانون الجذب. بينما يسعي التسويق بشكل أساسي إلى العثور على المجموعة المناسبة من العملاء واستهدافهم، فإن التسويق المعكوس يتناول الإستراتيجيات التي تجعل العميل يعثر على الشركة التي تقدم المنتج.
ويعرف كل من لينديرز وبلينكورن التسويق المعكوس على أنه «منهج عدواني وتخيلي ولا يمكن أن يحقق أهداف العرض. ويكون المشتري هو المبادر في تقديم الاقتراح.»